# Cristiano-Democratici e Fiamminghi
I Cristiano-Democratici e Fiamminghi (in olandese Christen-Democratisch en Vlaams, CD&V) sono un partito politico di ispirazione cristiano-democratica attivo in Belgio, nella Comunità fiamminga, dal 1968. Il partito ha assunto questa denominazione nel 2001, mentre fino ad allora era noto come Partito Popolare Cristiano (Christelijke Volkspartij - CVP).
Presidente del partito dal giugno 2022 è Sammy Mahdi.
I CD&V appartengono al Partito Popolare Europeo e sono rappresentati in seno al Parlamento europeo in seguito alle elezioni del 2019 da due membri, Cindy Franssen e Tom Vandenkendelaere (subentrato a Kris Peeters).

## Storia

### Nascita
Nel 1945 viene fondato il Partito Popolare Cristiano, attivo nella comunità fiamminga. Esso si federa subito con il Partito Sociale Cristiano (Parti Social Chrétien - PSC), attivo nella comunità francofona. Il PSC/CVP si presenta come alternativa sia ai liberali, che ai socialisti: suo scopo primario era quello di garantire la tutela delle libertà democratiche, nel rispetto della solidarietà sociale e del ruolo dei cristiano-democratici, facendo propria la dottrina sociale della Chiesa cattolica e ponendosi come portavoce dei cristiani moderati.
Nel 1968, però, il PSC/CVP si divise nei due rami a causa delle polemiche sorte tra le due componenti linguistiche; il Partito Sociale Cristiano della Vallonia è poi divenuto Centro Democratico Umanista. Leader del CVP al momento della scissione era Robert Vandekerckhove.

### Vicende del Partito Popolare Cristiano
Dal 1981 al 1987, il CVP ha ottenuto consensi oscillanti tra il 19,3 ed il 21,3%. Dal 1991, è iniziato un lento calo dei consensi, ma soprattutto di seggi. È infatti passato dai 43 del 1987 ai 21 del 2003. Alle elezioni parlamentari del 1999, CVP ottenne il 14,1% dei consensi e 22 deputati. Questo dato è stato sostanzialmente confermato nel 2003 (13,1%). Dal 1999, il CVP è all'opposizione del governo, formato da VLD, MR, PS, SP.a e guidato da Guy Verhofstadt, liberale.

### Nascono i Cristiano-Democratici e Fiamminghi
Nel 2001 il CVP dà luogo ai Cristiano-Democratici e Fiamminghi, formazione che debutta in occasione delle elezioni parlamentari del 2003: il risultato è il 13,3% dei voti e 21 seggi. Alle elezioni europee del 2004 i CD&V si alleano con Nuova Alleanza Fiamminga (N-VA), federalisti-liberalconservatori, ed è ritornato ad essere la prima formazione politica delle Fiandre.
Yves Leterme, leader del partito, è stato nominato Primo ministro delle Fiandre ed è alla guida di un governo composto insieme al VDL ed all'alleanza PS.a/SPIRIT.
Nelle elezioni parlamentari del 2007 il CD&V ha raccolto, insieme a Nuova Alleanza Fiamminga oltre il 30% dei voti, di cui 800.000 voti di preferenza per Yves Leterme, confermandosi il primo partito delle Fiandre e andando al governo con altri sette partiti (il cosiddetto Octopus, il 20 marzo 2008 Yves Leterme, esponente del partito, è divenuto Primo ministro del Belgio. Il 30 dicembre 2008 a Yves Leterme è succeduto Herman Van Rompuy. 
Alle elezioni parlamentari del 2010 il CD&V si presentò separato dal CDV ed ottenne il 10,9% dei voti e 17 seggi. Il CDV, invece, divenne il primo partito belga con il 17,3% dei consensi e 27 seggi. Dopo numerosi tentativi di formare un governo andati a vuoto, il CD&V è attualmente parte del governo guidato dal socialista Elio Di Rupo e composto anche da PS, SP.A, VLD, MR, CDH.
CD&V è membro del Partito Popolare Europeo.

## Ideologia e posizioni
Il CD&V è un partito fiammingo che segue i principi del cristianesimo democratico. I suoi valori fondamentali includono l'importanza della famiglia, la promozione di una società rispettosa e accogliente e il riconoscimento del valore intrinseco di ogni individuo. Il partito pone una forte enfasi sul benessere e sull'assistenza sanitaria, nonché sul perseguimento di un reddito equo per tutti i cittadini. Tuttavia, sul fronte etico, il CD&V mantiene posizioni conservatrici, in particolare su questioni come l'aborto e l'eutanasia, dove il partito è riluttante ad accelerare le procedure di allentamento. Combinando questa etica conservatrice con politiche socioeconomiche progressiste, il CD&V è spesso considerato un "partito di centro". Nelle sue attività amministrative, il CD&V coltiva stretti legami con la società civile, inclusi sindacati, federazioni professionali e varie associazioni. In tal modo, il partito si sforza di rappresentare le aree rurali e il settore agricolo.

## Struttura

### Presidenti

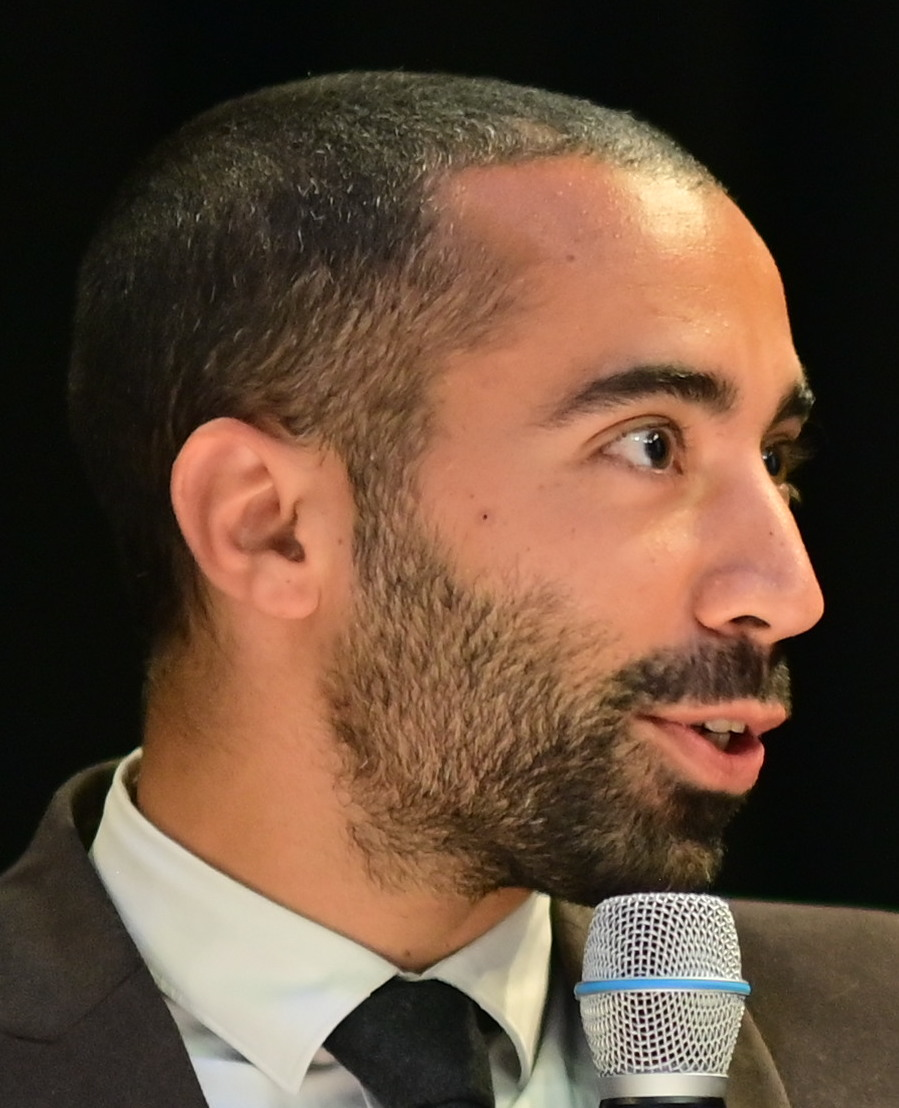
Sammy Mahdi, attuale presidente della CD&V

| Presidente                 | Periodo                              |
| Partito Popolare Cristiano | Partito Popolare Cristiano           |
| -------------------------- | ------------------------------------ |
| Wilfried Martens           | 4 marzo 1972 – 5 aprile 1979         |
| Leo Tindemans              | 6 aprile 1979 – 17 dicembre 1981     |
| Frank Swaelen              | 18 dicembre 1981 – 16 settembre 1988 |
| Herman Van Rompuy          | 17 settembre 1988 – 8 settembre 1993 |
| Johan Van Hecke            | 9 settembre 1993 – 6 giugno 1996     |
| Marc Van Peel              | 7 giugno 1996 – 8 ottobre 1999       |
| Stefaan De Clerck          | 9 ottobre 1999 – 2001                |

| Presidente                         | Periodo                            | Note |
| Cristiano-Democratici e Fiamminghi | Cristiano-Democratici e Fiamminghi | Note |
| ---------------------------------- | ---------------------------------- | --- |
| Stefaan De Clerck                  | 29 settembre 2001 – 28 giugno 2003 | Rieletto il 9 novembre 2002. |
| Yves Leterme                       | 28 giugno 2003 – 22 luglio 2004    | Eletto il 27 giugno 2003. Le sue funzioni di presidente sono state svolte da Jo Vandeurzen dal 16 giugno al 22 luglio 2004.                                   |
| Jo Vandeurzen                      | 16 giugno 2004 – 20 dicembre 2007  | Presidente ad interim dal 16 giugno 2004 al 29 ottobre 2004. Eletto il 29 ottobre 2004.                                                                       |
| Etienne Schouppe                   | 20 dicembre 2007 – 19 marzo 2008   | Presidente ad interim. |
| Wouter Beke                        | 20 marzo 2008 – 15 maggio 2008     | Presidente ad interim. |
| Marianne Thyssen                   | 15 maggio 2008 – 23 giugno 2010    | Eletta il 15 maggio 2008. |
| Wouter Beke                        | 23 giugno 2010 – 2 ottobre 2019    | Presidente ad interim dal 23 giugno al 22 dicembre 2010. Eletto ufficialmente Presidente il 22 dicembre 2010, rieletto il 12 dicembre 2013 e il 3 marzo 2016. |
| Cindy Franssen e Griet Smaers      | 9 ottobre 2019 – 6 dicembre 2019   | Presidente ad interim. |
| Joachim Coens                      | 6 dicembre 2019 – 25 giugno 2022   | Eletto il 6 dicembre 2019. |
| Sammy Mahdi                        | 25 giugno 2022 – in carica         | Eletto il 25 giugno 2022. |

### Segretari
| Segretario generale | Periodo          |
| ------------------- | ---------------- |
| Jo Vandeurzen       | 2001–2003        |
| Pieter Demeester    | 2003–2012        |
| Jonathan Cardoen    | 2011–2019        |
| Segretario politico | Periodo          |
| Jo Vandeurzen       | 2003–2004        |
| Etienne Schouppe    | 2004–2007        |
| vacante             | 2007             |
| Ludwig Caluwé       | 2011 – in carica |

## Membri (ed ex membri)
- Sonja Becq
- Wouter Beke
- Ivo Belet
- Cathy Berx
- Hendrik Bogaert
- Robrecht Bothuyne
- Huub Broers
- Karin Brouwers
- Ludwig Caluwé
- Lode Ceyssens
- An Christiaens
- Sonja Claes
- Griet Coppé
- Hilde Crevits
- Benjamin Dalle
- Bianca Debaets
- Sabine de Bethune
- Carl Decaluwé
- Stefaan De Clerck
- Pieter De Crem
- Walter De Donder
- Jean-Luc Dehaene
- Tom Dehaene
- Dirk de Kort

- Leo Delcroix
- Wivina Demeester
- Jos De Meyer
- Paul Delva
- Franky Demon
- Jenne De Potter
- Mia De Schamphelaere
- Roel Deseyn
- Carl Devlies
- Leen Dierick
- Bart Dochy
- Michel Doomst
- Henri d'Udekem d'Acoz
- Jan Durnez
- Mark Eyskens
- Martine Fournier
- Cindy Franssen
- Jef Gabriels
- Koen Geens
- Brigitte Grouwels
- Veerle Heeren
- Kathleen Helsen
- Vera Jans
- Theo Kelchtermans

- Ward Kennes
- Nahima Lanjri
- Yves Leterme
- Luc Martens
- Brecht Warnez
- Reginald Moreels
- Nathalie Muylle
- Katrien Partyka
- Kris Peeters
- Joris Poschet
- Tinne Rombouts
- Johan Sauwens
- Joke Schauvliege
- Etienne Schouppe
- Katrien Schryvers
- Griet Smaers
- Miet Smet
- Valerie Taeldeman
- Paul Tant
- Raf Terwingen
- Ergün Top
- Ilse Uyttersprot
- Steven Vanackere
- Marianne Thyssen

## Risultati elettorali
| Elezione          | Elezione     | Voti      | %     | Seggi    |
| ----------------- | ------------ | --------- | ----- | -------- |
| Parlamentari 1971 | Camera       | 1.587.195 | 30,05 | 67 / 212 |
| Parlamentari 1971 | Senato       | 1.547.853 | 29,70 | 34 / 106 |
| Parlamentari 1974 | Camera       | 1.222.646 | 23,25 | 50 / 212 |
| Parlamentari 1974 | Senato       | 1.219.811 | 23,54 | 27 / 106 |
| Parlamentari 1977 | Camera       | 1.460.757 | 26,20 | 56 / 212 |
| Parlamentari 1977 | Senato       | 1.446.806 | 26,18 | 28 / 106 |
| Parlamentari 1978 | Camera       | 1.447.112 | 26,14 | 57 / 212 |
| Parlamentari 1978 | Senato       | 1.420.777 | 25,93 | 29 / 106 |
| Europee 1979      | Europee 1979 | 1.607.941 | 29,54 | 7 / 24   |
| Parlamentari 1981 | Camera       | 1.165.239 | 19,34 | 43 / 212 |
| Parlamentari 1981 | Senato       | 1.149.353 | 19,26 | 22 / 106 |
| Europee 1984      | Europee 1984 | 1.132.682 | 19,80 | 4 / 24   |
| Parlamentari 1985 | Camera       | 1.291.244 | 21,29 | 49 / 212 |
| Parlamentari 1985 | Senato       | 1.260.113 | 21,02 | 25 / 106 |
| Parlamentari 1987 | Camera       | 1.195.363 | 19,45 | 43 / 212 |
| Parlamentari 1987 | Senato       | 1.169.377 | 19,22 | 22 / 106 |
| Europee 1989      | Europee 1989 | 1.247.075 | 21,14 | 5 / 24   |
| Parlamentari 1991 | Camera       | 1.036.165 | 16,81 | 39 / 212 |
| Parlamentari 1991 | Senato       | 1.028.699 | 16,82 | 20 / 106 |
| Europee 1994      | Europee 1994 | 1.013.266 | 17,00 | 4 / 25   |
| Parlamentari 1995 | Camera       | 1.042.933 | 17,18 | 29 / 150 |
| Parlamentari 1995 | Senato       | 1.009.656 | 16,85 | 7 / 40   |
| Europee 1999      | Europee 1999 | 839.720   | 13,49 | 3 / 25   |
| Parlamentari 1999 | Camera       | 875.455   | 14,09 | 22 / 150 |
| Parlamentari 1999 | Senato       | 913.508   | 14,75 | 6 / 40   |
| Parlamentari 2003 | Camera       | 870.749   | 13,26 | 21 / 150 |
| Parlamentari 2003 | Senato       | 832.849   | 12,71 | 6 / 40   |
| Europee 2004      | Europee 2004 | 1.131.119 | 17,43 | 3 / 24   |
| Parlamentari 2007 | Camera       | 1.234.950 | 18,51 | 30 / 150 |
| Parlamentari 2007 | Senato       | 1.287.389 | 19,42 | 9 / 40   |
| Europee 2009      | Europee 2009 | 948.123   | 14,43 | 3 / 22   |
| Parlamentari 2010 | Camera       | 707.986   | 10,85 | 17 / 150 |
| Parlamentari 2010 | Senato       | 646.375   | 9,99  | 4 / 40   |
| Parlamentari 2014 | Camera       | 783.040   | 11,61 | 18 / 150 |
| Europee 2014      | Europee 2014 | 840.783   | 12,57 | 2 / 21   |
| Parlamentari 2019 | Camera       | 602.520   | 8,89  | 12 / 150 |
| Europee 2019      | Europee 2019 | 617.651   | 9,17  | 2 / 21   |
| Parlamentari 2024 | Camera       | 557.392   | 8,08  | 11 / 150 |
| Europee 2024      | Europee 2024 | 594.968   | 8,34  | 2 / 22   |
| 1. 2.             |              |           |       |          |

## Simboli

Logo utilizzato dal 2000 al 2022
Logo utilizzato dal 2022